# Тюрин, Владимир Александрович
Влади́мир Алекса́ндрович Тю́рин (20 мая 1933, Москва — 18 апреля 2015) — советский и российский историк-востоковед, крупнейший специалист по истории и культуре Юго-Восточной Азии, доктор исторических наук, профессор, главный научный сотрудник Института востоковедения РАН, член редколлегии журнала «Восток (Oriens)».

## Биография
Из семьи потомственных интеллигентов. В 1955 году окончил исторический факультет МГУ. С того же года и по 1956 г. научный сотрудник Института истории, языка и литературы в г. Махачкале. В 1961 году защитил кандидатскую диссертацию «Завоевание Малайи Англией, и борьба народа Малайи за свою независимость», изданную впоследствии в виде монографии. В 1960—1970 и 1978—1984 гг. научный сотрудник Института востоковедения АН СССР, с 1984 года — главный сотрудник.
В 1972 году В. А. Тюрину присвоена ученая степень доктора исторических наук — после защиты диссертации, посвящённой Ачехской войне и ставшей фундаментальным исследованием по истории национально-освободительного движения в Индонезии. С 1970 по 1977 г. он программный специалист Департамента изучения и распространения культуры ЮНЕСКО. В последующем долгое время работал в Париже.
По возвращении в Москву в 1978 году — вернулся на работу в Институт востоковедения, назначен членом редколлегии и ответственным секретарём журнала «Восток (Oriens)», одновременно возглавлял отдел истории журнала. Опубликовал ряд новых книг («История Юго-Восточной Азии», «История Индонезии»), являлся членом авторского коллектива многотомного издания «История Востока», читал курсы «Введение в регионоведение», «История зарубежного Востока», «Всеобщая история», «История дипломатии» в Восточном университете ИВ РАН.

## Основные работы
Книги
- Завоевание Малайи Англией. М.: Изд-во вост. лит., 1962;
- Очерки из истории Юго-Восточной Азии (Сборник статей). М.: Наука, 1965 (отв. редактор);
- С крестом и мушкетом. М.: Главная редакция восточной литературы издательства «Наука», 1966 (совм. с И. В. Можейко и Л. А. Седовым);
- Из истории стран Юго-Восточной Азии. М.: Главная редакция восточной литературы издательства «Наука», 1966. (совм. с Л. А. Седовым и А. Н. Узяновым);
- Проблемы современной Индонезии: [Сборник статей]. М.: Наука, 1968 (отв. редактор);
- Ачехская война: из истории нац.-освободит. движения в Индонезии. М.: Главная редакция восточной литературы издательства «Наука», 1970;
- Теуку Умар — национальный герой Индонезии. М.: Главная редакция восточной литературы издательства «Наука», 1971;
- Источниковедческие и историография стран Юго-Восточной Азии. М. : Главная редакция восточной литературы издательства «Наука», 1971 (отв. редактор);
- История Малайзии. Краткий очерк. Главная редакция восточной литературы издательства «Наука», 1980;
- В. А. Дольникова, С. И. Иоанесян, Г. Г. Кадыров и др. Лаос: Справочник. М.: Наука, 1980 (отв. редактор);
- Современная Малайзия. М.: Знание, 1982. (совместно с А. А. Вахрамеевым);
- История Малайзии. Учебник. М.: МГИМО, 1982. (совместно с Л. М. Ефимовой);
- История Индонезии. М.: Вост. ун-т, 2004;
- История Юго-Восточной Азии: [учебник]. М.: Вост. ун-т, 2004. (совместно с Д. В. Мосяковым);
- Типы социально-политической структуры обществ Юго-Восточной Азии доколониальной эпохи: доклад. М.: Гуманитарий, 2004;
- История Индонезии. XX век. М.: ИВ РАН, 2005 (совм. с А. Ю. Друговым);
- Книга для чтения по российской истории : в 2 частях. М.: Восточный ун-т, 2008;
- История Малайзии, XX век. М.: Институт востоковедения РАН, 2010 (совм. с В. А. Цыгановым);
- Убийства в Доме Романовых и загадки Дома Романовых. М.: Вест-Консалтинг, 2013 (совместно с Г. П. Бельской, А. А. Левандовским, А. Ф. Смирновым, Ю. А. Жуком, И. В. Смирновым).

Статьи
- Типология доколониального города Нусантары // Города-гиганты Нусантары. М.: Общество Нусантара, 1995;
- Раффлз: человек, который основал Сингапур // «Восток». 1998. № 2;
- Малайя 1941—1945: переломные годы // «Восток». 2007. № 4. С. 59—75.
- «Чрезвычайка» в Малайе // «Азия и Африка сегодня». 2009. № 7. С. 59—66;
- Советское востоковедение: идеология, политика и изучение Юго-Восточной Азии в СССР / подготовка текста, вступит. статья и комментарии А. О. Захарова // Восток. 2017. № 6. С. 119—142.